# Данієль Петкович
Данієль Петкович (чорн. Данијел Петковић; нар. 25 травня 1993, Котор, Чорногорія, ФР Югославія) — чорногорський футболіст, воротар угорського клубу «Кішварда» та національної збірної Чорногорії.

## Клубна кар'єра
Вихованець молодіжної академії «Бокеля», де й розпочав дорослу футбольну кар'єру. На професіональному рівні дебютував 18 серпня 2013 року з капітанською пов'язкою в переможному (1:0) поєдинку 1-го туру Другої ліги Чорногорії проти столичного «Кома». У вище вказаному сезоні допоміг команді стати переможцем Другої ліги. Зіграв 10 матчів, з яких 8 — відстояв «на нуль». Наступного сезону дебютував у Першій лізі Чорногорії, де провів 26 матчів. У липні 2014 року приєднався до«Зети» з Першої ліги Чорногорії. Дебютував за нову команду 23 серпня 2014 року в переможному (3:0) матчі Першої ліги проти «Могрена» (Будва). У команді провів один сезон, швидко став основним гравцем, провів 26 матчів. 27 липня 2015 року підписав 2-річний контракт з «Ловченом». у новому клубі також став основним гравцем, за який дебютував 8 серпня 2015 року в програному (1:2) домашньому поєдинку 1-го туру Першої ліги проти свого колишнього клубу, «Бокеля». Загалом провів 31 матч у чемпіонаті, в яких відстояв «на нуль» у 9-ти поєдинках.
29 серпня 2016 року підписав 3-річний контракт з угорською командою МТК (Будапешт). 27 липня 2016 року дебютував у переможному (2:1) матчі Немзеті Байноксага I проти «Ференцвароша». Провів один сезон в Угорщині, виходив на поле у 26-ти матчах чемпіонату, у тому числі й 8 — «сухих» поєдинків. 
13 липня 2017 року підписав 3-річний контракт з представником Ліги 2 «Лор'яном», де замінив Бенжамена Лекомта, який перебрався до «Монпельє» з Ліги 1. Сума відступних склала 300 000 євро. 29 липня дебютував у Лізі 2 в нічийному (1:1) матчі проти «Кевії».
Сезон 2018/19 років розпочинав як основний воротар, намагався закріпитися в основі, але під час матчів допустив декілька грубих помилок. Проте після поразки від «Бреста» в 11-му турі головний тренер Мікаель Ландро зрештою віддав перевагу молодому Ілану Меслієру, який до кінця сезону й став основним воротарем. 
16 липня 2019 року залишив Лор'ян і підписав 3-річний контракт з «Анже». Сума відступних склала 900 000 євро. В новому клубі стати основним гравцем не вдалося. Дебютував за «Анже» 24 лютого 2020 року в програному (0:1) виїзному поєдинку Ліги 1 проти «Монако». Зіграв лише два матчі в чемпіонаті Франції, але натомість грав у національному кубку. У сезоні 2020/21 років став лише третім воротарем, в офіційних матчах не грав. Влітку 2022 року вільним агентом залишив «Анже». У січні 2023 року перебрався до «Кішварди»

## Кар'єра в збірній
До 2014 року регулярно виступав за молодіжну збірну Чорногорії. У футболці національної збірної Чорногорії дебютував 26 травня 2014 року в нічийному (0:0) товариському поєдинку проти Ірану. Данієль вийшов на поле на 90-й хвилині, замінивши Младена Божовича. Наступний виклик отримав лише в 2017 році.

## Статистика виступів

### У збірній
| Дата       | Місто     | Господарі            | Результат | Гості      | Турнір                                | Голи | Примітки |
| ---------- | --------- | -------------------- | --------- | ---------- | ------------------------------------- | ---- | -------- |
| 26-5-2014  | Гартберг  | Іран                 | 0 – 0     | Чорногорія | товариський матч                      | -    | 90+1'    |
| 4-6-2017   | Подгориця | Чорногорія           | 1 – 2     | Іран       | товариський матч                      | -2   |          |
| 10-6-2017  | Подгориця | Чорногорія           | 4 – 1     | Вірменія   | Відбір до ЧС 2018                     | -1   |          |
| 1-9-2017   | Астана    | Казахстан            | 0 – 3     | Чорногорія | Відбір до ЧС 2018                     | -    |          |
| 4-9-2017   | Подгориця | Чорногорія           | 1 – 0     | Румунія    | Відбір до ЧС 2018                     | -    |          |
| 5-10-2017  | Подгориця | Чорногорія           | 0 – 1     | Данія      | Відбір до ЧС 2018                     | -1   |          |
| 8-10-2017  | Варшава   | Польща               | 4 – 2     | Чорногорія | Відбір до ЧС 2018                     | -4   |          |
| 27-3-2018  | Подгориця | Чорногорія           | 2 – 2     | Туреччина  | товариський матч                      | -2   |          |
| 28-5-2018  | Зениця    | Боснія і Герцеговина | 0 – 0     | Чорногорія | товариський матч                      | -    |          |
| 7-9-2018   | Плоєшті   | Румунія              | 0 – 0     | Чорногорія | Ліга націй УЄФА 2018-2019 - 1-й раунд | -    |          |
| 10-9-2018  | Подгориця | Чорногорія           | 2 – 0     | Литва      | Ліга націй УЄФА 2018-2019 - 1-й раунд | -    |          |
| 11-10-2018 | Подгориця | Чорногорія           | 0 – 2     | Сербія     | Ліга націй УЄФА 2018-2019 - 1-й раунд | -2   |          |
| 14-10-2018 | Вільнюс   | Литва                | 1 – 4     | Чорногорія | Ліга націй УЄФА 2018-2019 - 1-й раунд | -1   |          |
| 17-11-2018 | Белград   | Сербія               | 2 – 1     | Чорногорія | Ліга націй УЄФА 2018-2019 - 1-й раунд | -2   |          |
| 20-11-2018 | Подгориця | Чорногорія           | 0 – 1     | Румунія    | Ліга націй УЄФА 2018-2019 - 1-й раунд | -1   |          |
| 22-3-2019  | Софія     | Болгарія             | 1 – 1     | Чорногорія | Відбір до ЧЄ 2020                     | -1   |          |
| 25-3-2019  | Подгориця | Чорногорія           | 1 – 5     | Англія     | Відбір до ЧЄ 2020                     | -5   |          |
| 5-9-2019   | Подгориця | Чорногорія           | 2 – 1     | Угорщина   | товариський матч                      | -    | 46'      |
| 10-9-2019  | Подгориця | Чорногорія           | 0 – 3     | Чехія      | Відбір до ЧЄ 2020                     | -3   |          |
| 11-10-2019 | Подгориця | Чорногорія           | 0 – 0     | Болгарія   | Відбір до ЧЄ 2020                     | -    |          |
| 14-10-2019 | Приштина  | Косово               | 2 – 0     | Чорногорія | Відбір до ЧЄ 2020                     | -1   | 15'      |
| 7-10-2020  | Подгориця | Чорногорія           | 1 – 1     | Латвія     | товариський матч                      | -1   | кап.     |
| 11-11-2020 | Подгориця | Чорногорія           | 0 – 0     | Казахстан  | товариський матч                      | -    |          |
| 7-6-2022   | Гельсінкі | Фінляндія            | 2 – 0     | Чорногорія | Ліга націй УЄФА 2022-2023 - 1-й раунд | -2   |          |
| Усього     |           | Матчів               | 24        |            | Голів                                 | -29  |          |

## Досягнення
- Друга ліга Чорногорії
  -  Чемпіон (2): 2010/11, 2013/14
  -  Срібний призер (1): 2012/13